# Municipio de Pettibone
El municipio de Pettibone (en inglés: Pettibone Township) es un municipio ubicado en el condado de Kidder en el estado estadounidense de Dakota del Norte. En el año 2010 tenía una población de 45 habitantes y una densidad poblacional de 0,49 personas por km².

## Geografía
El municipio de Pettibone se encuentra ubicado en las coordenadas 47°6′26″N 99°32′41″O / 47.10722, -99.54472. Según la Oficina del Censo de los Estados Unidos, el municipio tiene una superficie total de 92.61 km², de la cual 83,23 km² corresponden a tierra firme y (10,13 %) 9,38 km² es agua.

## Demografía
Según el censo de 2010, había 45 personas residiendo en el municipio de Pettibone. La densidad de población era de 0,49 hab./km². De los 45 habitantes, el municipio de Pettibone estaba compuesto por el 100 % blancos. Del total de la población el 0 % eran hispanos o latinos de cualquier raza.